# ZoneMinder

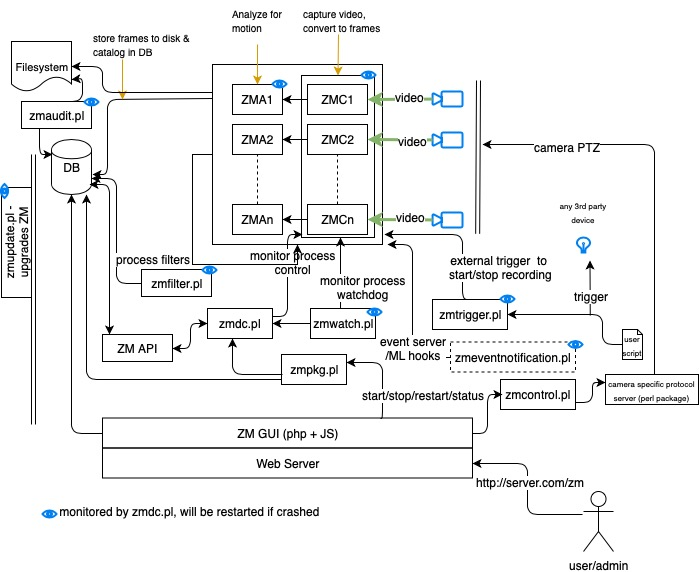
Функциональная схема ПО Zoneminder

ZoneMinder — свободное программное обеспечение, для организации видеонаблюдения под лицензией GNU GPL.

## Функции
- Работает на любом дистрибутиве Linux, который поддерживает Video4Linux.
- Поддерживает локальные и сетевые видеокамеры, цифровые (в том числе USB) и аналоговые видеокамеры, устройства захвата видеосигнала, может принимать видеопоток из обновляемого файла и с внешнего сервера, в том числе веб-сервера сетевой камеры[3].
- Поддержка Pan/Tilt/Zoom камер, расширяется для поддержки дополнительных протоколов управления.
- Разработан на C++, Perl и PHP.
- Использование базы данных MySQL.
- Независимые демоны захвата и анализа видео, что обеспечивает высокую устойчивость к сбоям.
- Для каждой камеры можно определить несколько зон (областей интереса). Каждая зона может имеет настройки чувствительности и может полностью игнорироваться.
- Веб-интерфейс обеспечивает полный контроль нескольких камер, а также живой просмотр и воспроизведение событий.
- Поддерживает живое видео в формате MPEG, multi-part JPEG, а также статичные изображения.
- Поддерживает воспроизведение записей в формате MPEG, multi-part JPEG и изображений, дополненных статистикой.
- Определяемые пользователем фильтры позволяющие выбирать любое количество событий по набору характеристик в любом порядке.
- Оповещение о событиях по электронной почте или СМС, включая прикреплённые фотографии или видео указанных событий по фильтру.
- Автоматическая загрузка подходящих событий на внешние FTP для архивации и безопасности.
- Включает двунаправленную интеграцию протокола домашней автоматики X10, позволяя сигналам X10 управлять захватом видео, а детектор движения может включать устройства X10.
- Дизайн допускает добавление других аппаратных протоколов для поддержки различного оборудования, например сигнальных панелей и т. п.
- Допускает несколько пользователей и уровней доступа.
- Поддержка многих языков.
- Скриптовое управление позволяет автоматизировать различные задачи или управлять из других приложений.
- Поддерживает внешнее включение другими приложениями или оборудованием.
- Доступ ко многим функциям из мобильного телефона[4] (есть приложения сторонних авторов[5]).